# Tiemo Hauer
Tiemo Hauer (* 6. Januar 1990 in Stuttgart) ist ein deutschsprachiger Popmusiker, Songwriter und Produzent.

## Biographie
Hauers Interesse an Musik wurde ernsthaft, als er mit 13 Jahren Schlagzeug zu spielen begann. Zunächst wurde er Schlagzeuger in der Rock-’n’-Roll-Band 'Pants for Peter', dann in einer Punk-Pop-Band. Hauer schrieb eigene Lieder mit deutschen Texten und begann dafür wieder mit dem Klavierspielen.
Seinen ersten Soloauftritt hatte er auf einem Schulfest des Wilhelms-Gymnasiums in Stuttgart, Auftritte in Lokalen folgten. Hauer schloss sein Abitur ab und machte danach erste Aufnahmen. Sein Debüt Ehrlich glücklich erschien in kleiner Auflage im Dezember 2009 auf dem Stuttgarter Indie-Label „Green Elephant Records“, welches damals noch seinem Manager und dessen Geschäftspartner gehörte.
Hauer unterschrieb 2010 seinen ersten Plattenvertrag beim Berliner Major-Label Universal Music.
Im Zuge dieser Zusammenarbeit hatte Hauer mit dem Lied Nacht am Strand einen Radiohit, der es bis in die deutschen Singlecharts schaffte. Nach dieser Veröffentlichung kündigte Hauer seinen Plattenvertrag jedoch noch vor Veröffentlichung des ersten Albums wieder auf, weil er sich missverstanden und in seiner Kreativität eingeschränkt fühlte.
Im Jahr 2011 übernahm Hauer 50 % der Plattenfirma Green Elephant Records.
Auf diesem Label erschien noch im selben Jahr sein Debütalbum Losgelassen und es startete seine erste gleichnamige Deutschlandtour mit kompletter Bandbesetzung. In dieser Zeit begann sich Hauer mehr und mehr mit dem Do-it-Yourself-Leben anzufreunden. Nunmehr schrieb er nicht wie zuvor nur seine Songs selbst, sondern kümmerte sich auch um Artworks und Musikvideos in Eigenregie.
Das bisher mehr zweckbedingt gegründete Label Green Elephant Records nutzte Hauer ab diesem Zeitpunkt nicht mehr nur für sich selbst, sondern nahm 2011 noch das Stuttgarter Indie-Folk-Duo Kids of Adelaide unter Vertrag. Seither arbeitet er neben seiner eigenen Karriere auch am Aufbau neuer Künstler.
Im Jahr 2012 erschien Hauers zweites Studioalbum Für den Moment, das auf Platz 30 in die deutschen Charts einstieg.
2013 erschien das erste Live-Album Zweihundertvierzigtausend, hinter dessen Titel sich die Kilometerzahl verbirgt, die Hauer in den Jahren seiner Musikerkarriere grob zurückgelegt hat. Das Live-Album wurde ausschließlich bei einem Konzert im Stuttgarter Zapata aufgezeichnet und beinhaltet sowohl Songs seines ersten als auch des zweiten Studioalbums.
2014 erschien Hauers drittes Studioalbum Camille, das der Stuttgarter selbst produziert und auf seinem eigenen Label veröffentlicht hat. Für die finale Mischung holte sich Hauer den Hamburger Produzenten Philipp Schwär ins Boot. Der neue Sound und die Anmutung der Platte überraschte Medien, Fans und Kritiker zugleich.
Das Video zur zweiten Singleauskopplung Herz / Kopf basiert auf dem skurrilen Animationsfilm Idiots & Angels des amerikanischen Animationskünstlers Bill Plympton.
Nach dem 2016 erschienenen Album Vernunft, Vernunft und der dazugehörigen Tournee wurde es erstmal still um Tiemo Hauer. In dieser Stillephase beendete er auch die Zusammenarbeit mit seinem langjährigen Geschäftspartner und Manager.
Die EP "Ein kurzes für immer", die Hauer Anfang 2019 erstmals auf dem Schweizer Independent-Label Radicalis GmbH veröffentlichte, war das erste Lebenszeichen nach längerer Schaffenspause. Hauer verarbeitet in den darauf enthaltenen sieben Songs das Ende einer langjährigen Beziehung und spielte dafür ausnahmslos alle Instrumente selbst ein. Die gesamte Produktion und Mischung fand ohne Einfluss von außen, in seinem Homestudio in Stuttgart statt.
2020 erschien das fünfte Studioalbum "Gespräche über die Vor- und Nachteile des Atmens". Kritiker besprachen das Werk kontrovers. Toni Hennig kritisierte in seiner Rezension auf Laut.de, dass Hauer mit seinem Album "an der ein oder anderen Stelle doch zu offensichtlich in kommerziellen Gewässern" fische und der Platte "wieder einmal der letzte Schliff" fehlte. Jan Georg Plavec lobte in seinem Artikel für die Stuttgarter Zeitung hingegen, Tiemo Hauer hätte sich "ein erfreulich großes Maß an musikalischer Freiheit" genommen.
2021 gewann Tiemo Hauer mit seinem Musikvideo zu "Aufeinanderliegen" den Publikumspreis des Landesmusikvideopreises beim Stuttgarter Filmwinter "Buggles Award"

## Diskografie
Alben
- Losgelassen (2011)
- Für den Moment (2012)
- Zweihundertvierzigtausend – Live (2013)
- Camille (2014)
- Vernunft, Vernunft (2016)
- Ein kurzes für immer (2019)
- Gespräche über die Vor- und Nachteile des Atmens (2020)

EPs
- Nacht am Strand (2010)
- Ein kurzes für immer (2019)
- Sie kommen immer wieder raus (2021)

Singles
- Ehrlich glücklich (2009)
- Nacht am Strand (2010)
- Mädchen aus Berlin (2011)
- Warum? (2012)
- Großartig (2012)
- Die Kapelle (2012)
- Adler (2014)
- Herz / Kopf (2014)
- Viel erlebt (2014)
- Benzin (2015)
- Ein kurzes für immer (2018)
- Maximum an Glück (2019)
- Gespräche über die Vor- und Nachteile des Atmens (2019)
- Halb Whisky, halb Mensch (2019)
- Sie laufen (2020)
- Aufeinanderliegen (2020)
- Ich bin bei dir (2020)
- Lied des Jahres 2020 feat. Weekend (2020)
- Alle Geschichten (2020)
- Zeit mit Schleife (2021)
- Weißt du noch damals (2021)
- Wie du Bilder malst (2021)
- Wenn man loslässt (2021)

## Belege
1. 1 2  Chartquellen: Deutschland
2. ↑  Stuttgarter Nachrichten, Stuttgart Germany: Konzert im Stuttgarter Kulturquartier: Atem holen mit Tiemo Hauer. Abgerufen am 6. Dezember 2020.
3. ↑  LEU: Neuer Song des Degerlochers – degerloch.info. Abgerufen am 6. Dezember 2020.
4. ↑  Interview: Tiemo Hauer. In: Tastenwelt, Ausgabe 4/10. 2010, archiviert vom Original am 3. März 2016; abgerufen am 2. Juli 2016 (Auszug).
5. ↑  Biografie bei tiemo-hauer.de
6. ↑  Kai Butterweck: Ein Stinkefinger für die Grauzonen des Lebens. Laut.de, 22. August 2014, abgerufen am 24. Oktober 2015.
7. ↑  Jan Georg Plavec: Neues Album von Tiemo Hauer: Rotebühlplatz und andere Katastrophen. Stuttgarter Zeitung, 26. August 2014, abgerufen am 24. Oktober 2015.
8. ↑  Stuttgarter Zeitung, Stuttgart Germany: Neues Album von Tiemo Hauer: Selfie statt Release-Konzert. Abgerufen am 20. April 2020.
9. ↑  TIEMO HAUER – EIN KURZES FÜR IMMER. (DE). Abgerufen am 20. April 2020 (amerikanisches Englisch).
10. ↑  Toni Hennig, Laut.de: Gespräche Über Die Vor- Und Nachteile Des Atmens". Abgerufen am 31. Dezember 2020.
11. ↑  Jan Georg Plavec, Stuttgarter Zeitung: Neues Album von Tiemo Hauer: Selfie statt Release-Konzert. Abgerufen am 20. April 2020.
12. ↑  SWR2, SWR2: Rocket Freudental gewinnt mit „Der Stuhlkreis“ den Landesmusikvideopreis beim Stuttgarter Filmwinter. Abgerufen am 18. Juni 2021.

| Personendaten    | Personendaten        |
| ---------------- | -------------------- |
| NAME             | Hauer, Tiemo         |
| KURZBESCHREIBUNG | deutscher Popmusiker |
| GEBURTSDATUM     | 6. Januar 1990       |
| GEBURTSORT       | Stuttgart            |